# Interporto FC
Palmas FR is een Braziliaanse voetbalclub uit Porto Nacional in de staat Tocantins. 

## Geschiedenis
De club werd opgericht op 13 juni 1990. In 1995 speelde de club voor het eerst in de hoogste klasse van het staatskampioenschap. De resultaten gingen elk jaar omhoog en in 1999 won de club voor het eerst de titel. Ook de volgende drie jaren bleef de club in de top drie, maar zakte dan weg naar de middenmoot tot uiteindelijk een degradatie volgde in 2008. Na één seizoen keerde de club terug om meteen vierde te worden. Na een vicetitel in 2011 werd de club het jaar erop weer vierde. In 2013 en 2014 werd de club twee keer op rij kampioen. 

## Erelijst
Campeonato Tocantinense
1999, 2013, 2014